# Anuraeopsis coelata
Anuraeopsis coelata is een raderdiertjessoort uit de familie Brachionidae. De wetenschappelijke naam van deze soort is voor het eerst geldig gepubliceerd in 1932 door Beauchamp.